# Spirit of the Forest
Spirit of the Forest je první studiové album od finské kapely Korpiklaani. Bylo vydáno v roce 2003.

## Seznam skladeb
| Pořadí         | Název                                  | Hudba             | Text             | Délka |
| -------------- | -------------------------------------- | ----------------- | ---------------- | ----- |
| 1.             | Wooden Pints                           | Järvelä           | Järvelä          | 03:42 |
| 2.             | Before the Morning Sun                 | Järvelä           | Järvelä          | 04:24 |
| 3.             | God of Wind                            | Järvelä           | Järvelä          | 03:14 |
| 4.             | With Trees                             | Järvelä           | Järvelä          | 08:06 |
| 5.             | Pellonpekko                            | Lemmetty          | -instrumentální- | 03:35 |
| 6.             | You Looked into My Eyes                | Järvelä           | Järvelä          | 02:14 |
| 7.             | Hullunhumppa                           | Järvelä           | -instrumentální- | 01:29 |
| 8.             | Man Can Go Even Through the Grey Stone | Järvelä           | Järvelä          | 02:22 |
| 9.             | Pixies Dance                           | Järvelä           | -instrumentální- | 02:19 |
| 10.            | Juokse sinä humma                      | tradiční          | -instrumentální  | 01:11 |
| 11.            | Crows Bring the Spring                 | Järvelä           | Järvelä          | 05:25 |
| 12.            | Hengettömiltä hengiltä                 | Järvelä           | Järvelä          | 00:34 |
| 13.            | Shaman Drum                            | Lemmetty, Järvelä | Järvelä          | 04:57 |
| 14.            | Mother Earth                           | Järvelä           | Järvelä          | 04:35 |
| Celková délka: | Celková délka:                         | Celková délka:    | Celková délka:   | 48:07 |

## Obsazení

### Kapela
- Jonne Järvelä - zpěv, kytara, shamanské bubny
- Ali Määttä - perkuse
- Jaakko "Hittavainen" Lemmetty - housle, jouhikko, flétna
- Toni "Honka" Honkanen - kytaraHostérto Tissari - baskytara

### Hosté
- Tarnanen - harmonika
- Jay Bjugg - kytara
- Samu "Dominator" Ruotsalainen - bicí